# Traugott von Baudissin

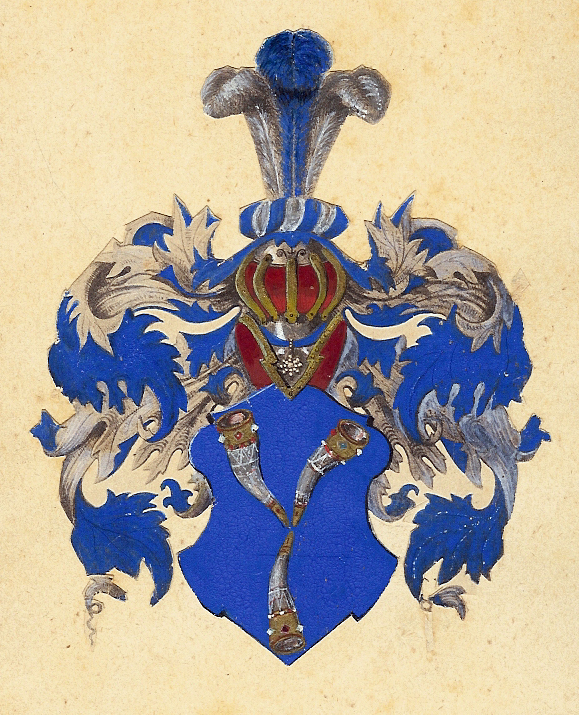
Wappen der Familie von Baudissin

Graf Traugott Adalbert Ernst von Baudissin (* 16. Juni 1831 in Projensdorf bei Kiel; † 2. Mai 1905 in Eberswalde) war ein deutscher Verwaltungsjurist und Regierungsbeamter.
Von 1889 bis 1897 war Traugott von Baudissin Regierungspräsident des preußischen Regierungsbezirks Magdeburg in der Provinz Sachsen.

## Leben

### Herkunft
Er gehörte zu dem ursprünglich aus der Oberlausitz stammenden, im Dreißigjährigen Krieg nach Schleswig-Holstein gekommenen Adelsgeschlecht Baudissin. Seine Eltern waren Graf Joseph Franz Christian von Baudissin (* 9. Januar 1797; † 5. April 1871) und dessen Ehefrau Gräfin Julia Friederike Josephina von Reventlow (* 21. August 1798; † 3. Juli 1881). Damit waren Adalbert Heinrich Friedrich von Baudissin sowie Nikolaus von Baudissin seine Brüder. Seine Tante war Sophie Anna von Reventlow. Zu seinen Cousins ersten Grades zählten Eduard und Ulrich von Baudissin, ein Cousin zweiten Grades war Wolf Wilhelm von Baudissin.

### Werdegang
Er absolvierte eine juristische Ausbildung an der Universität zu Berlin. Danach war Baudissin in Berlin, Frankfurt (Oder) und Guben im juristischen Dienst tätig. Im Jahr 1865 wechselte er in den Verwaltungsdienst und wurde Amtmann in Flensburg sowie Landrat in Eckernförde. Zwischen 1871 und 1875 arbeitete er zunächst in der Koblenzer und später in der Düsseldorfer Regierung. Ab 1878 war er bei der Magdeburger Regierung tätig und wurde 1886 zum Regierungspräsidenten in Oppeln ernannt. Im Jahre 1889 wechselte er als Regierungspräsident nach Magdeburg. Dieses Amt übte er dort bis 1897 aus.

### Familie
Er heiratete mit Adelaide Sophie Louise von Reventlow (* 31. August 1840; † 24. Juli 1894). Das Paar hatte mehrere Kinder, darunter:
- Eberhard Joseph Georg (* 19. August 1866)
- Adelheid Marie Elisabeth (* 11. April 1868) ⚭ 1891 Freiherr Ernst von der Reck, (* 31. März 1858; † 3. März 1939)
- Elisabeth Georgine Magda (* 8. Juli 1869)
- Leopold Sigismund (* 11. Juli 1870; † 1931) ⚭ 1893 Helene Maske, Vater von Georg von Baudissin (1910–1992)
- Marie Ottilie Adline (* 26. September 1872) ⚭ 1893 Karl Wilhelm Eduard von Jena (* 28. März 1834; † 21. März 1911), General der Infanterie
- Theodor Christian Traugott (* 9. Juli 1874; † 27. November 1950) ⚭ Elise Anna von Borcke (* 20. August 1885; † 21. Oktober 1950)